# Coppelius
Coppelius ist eine Berliner Band, die nach eigenen Angaben „Kammercore“ auf Schlagzeug, Kontrabass, Cello und Klarinette spielt.

## Geschichte

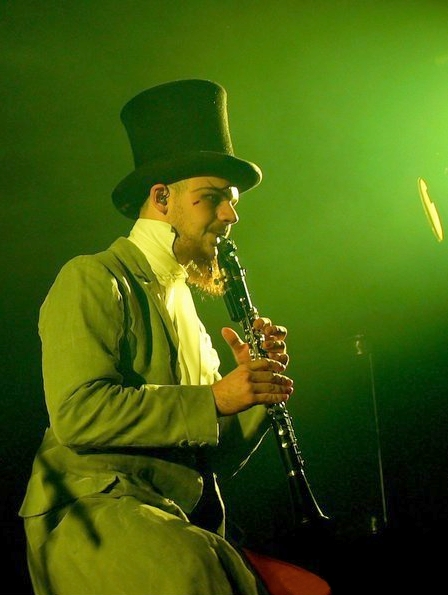
Aufnahme vom 11. November 2007, Konzert Berlin – Huxleys

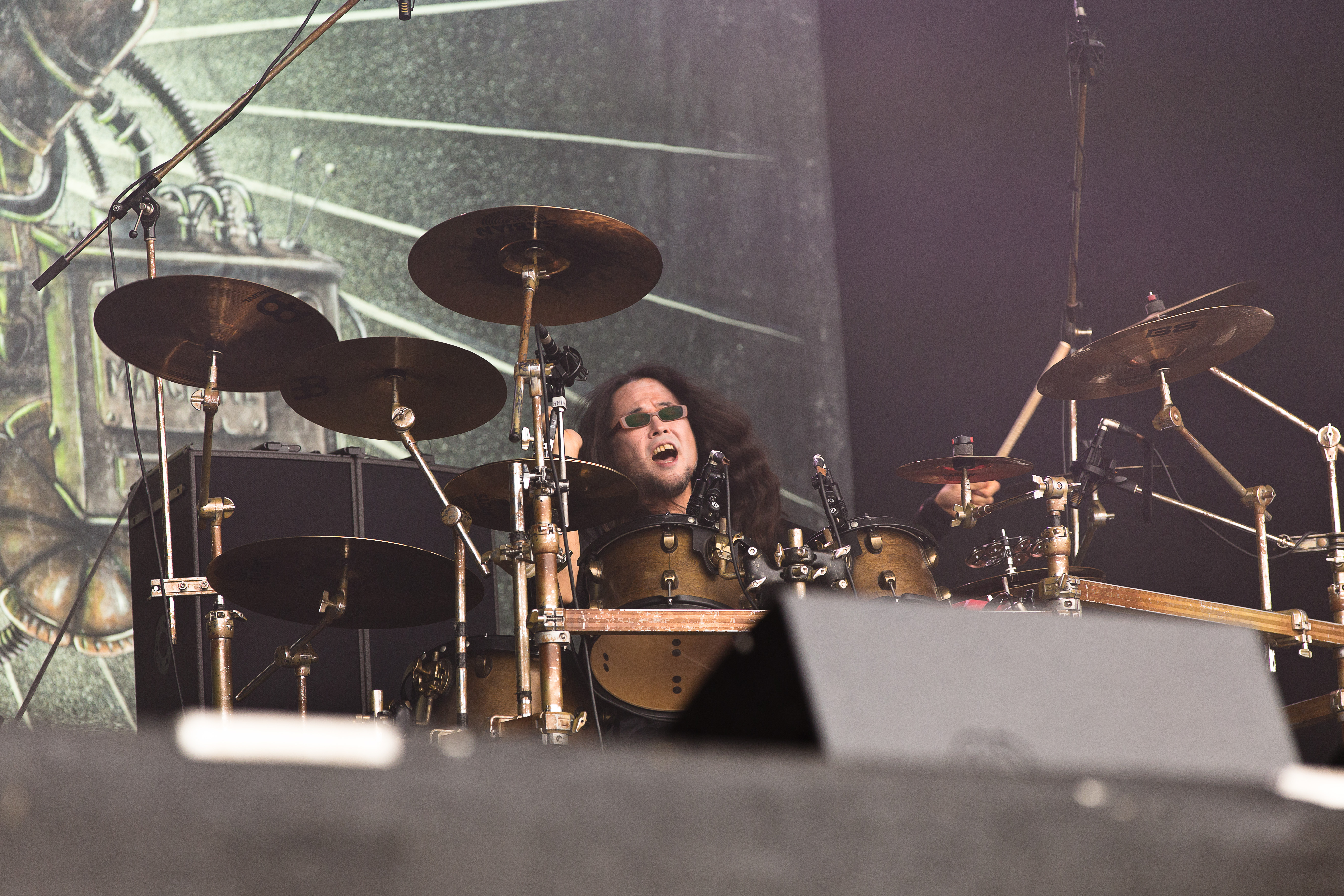
Schlagzeuger Nobusama auf dem Rockharz 2016

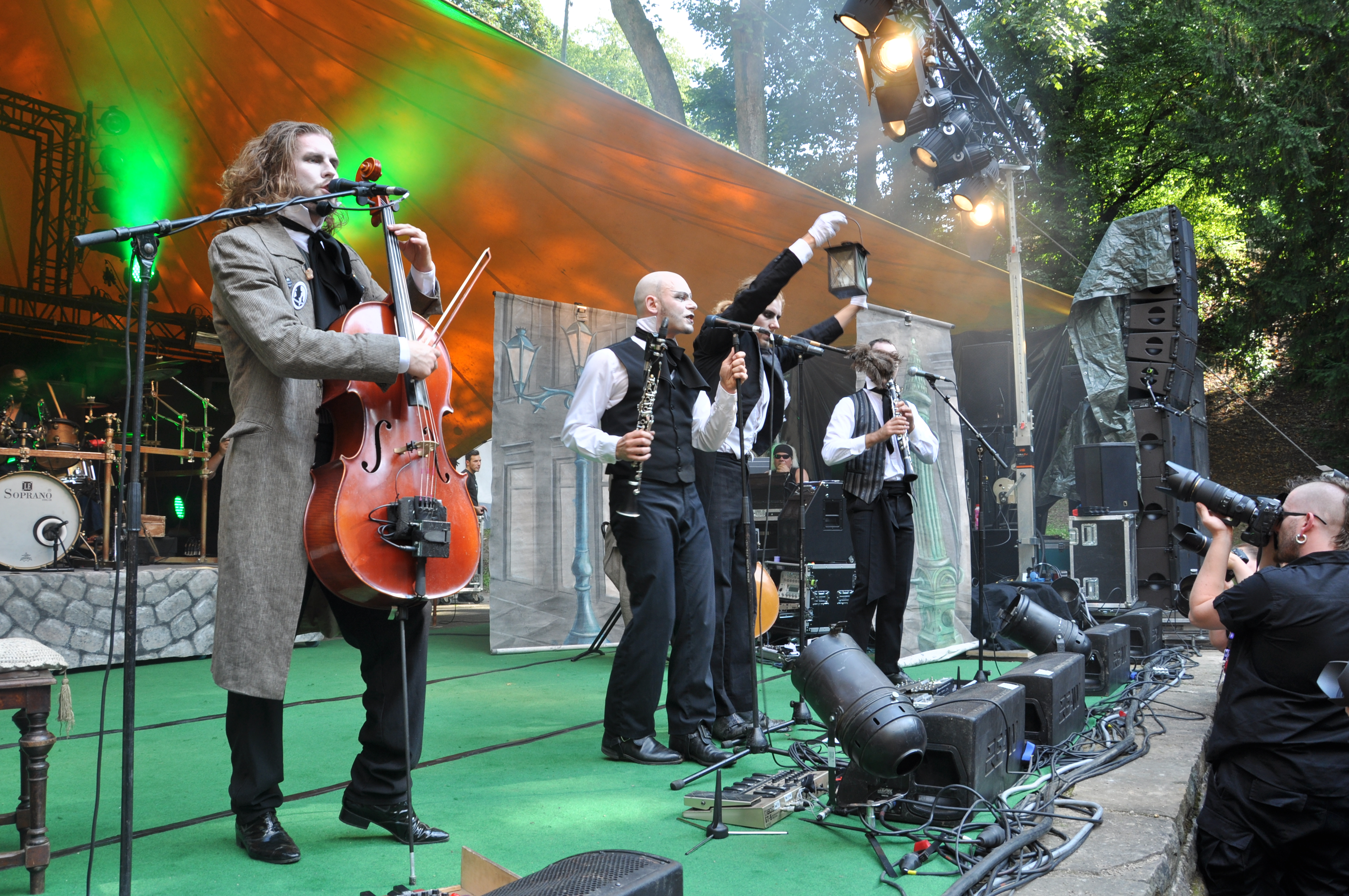
Auftritt auf dem Feuertal Festival 2013 in Wuppertal.

Erste Bekanntheit erreichte Coppelius am 28. September 2002 beim Abschiedskonzert der Band The Inchtabokatables, wo sie als Vorband spielte. Im folgenden Jahr erreichte Coppelius das Berliner Finale des Emergenza-Wettbewerbs. Die Band wurde mit 555 Stimmen Publikumssieger, erreichte durch das Urteil der Jury aber nur Platz 2.
In den Jahren 2003 und 2004 trat sie außerdem als Vorband unter anderem für Mila Mar, Mutabor, Fiddler’s Green, Nik Page, Tanzwut, Subway to Sally und Uriah Heep auf. Auf der seit 2005 erhältlichen Demo-EP To My Creator ist das erste Video der Band für den Song I Get Used To It als zusätzlicher Multimedia-Track enthalten. Das Video wurde von Ina Göring, der Geigerin der befreundeten Berliner Band Volkstrott, gedreht und zeigt die Musiker beim Spielen in der Komischen Oper Berlin. Im Herbst 2005 unterstützte sie Subway to Sally deutschlandweit, während im Februar und März 2006 gemeinsame Konzerte mit der Gruppe Letzte Instanz folgten. Darüber hinaus spielte Coppelius 2006 über 40 Konzerte, davon viele auch außerhalb von Berlin, als Hauptband.
Am 14. April 2007 stellte Coppelius im Maschinenhaus der Kulturbrauerei in Berlin das Video zum Song Morgenstimmung vor. Ina Göring führte ebenso wie beim ersten Video Regie. Außerdem fand im selben Jahr ein Auftritt auf dem Wave-Gotik-Treffen statt. Im Sommer 2007 unterschrieb die Band einen Vertrag mit F.A.M.E. Recordings, am 21. September erschien das Debütalbum Time-Zeit, außerdem fand eine weitere Tournee als Vorband von Subway to Sally im Herbst 2007 statt.
Im Frühjahr 2009 erschien das zweite Album, Tumult, worauf auch B. Deutung, Frau Schmitt und Eric Fish von Subway to Sally als Gastmusiker zu hören sind.
Am 29. Oktober 2010 erschien das dritte Album Zinnober. Am 15. Februar 2013 folgte das vierte Album Extrablatt. Seit dem 30. Januar 2015 ist das fünfte Album Hertzmaschine erhältlich, mit dem sich die Band erstmals selbst zum Steampunk bekennt. Dem folgte am 14. November 2015 die Uraufführung der so betitelten „weltersten Steampunk-Oper“ Klein-Zaches genannt Zinnober auf Basis der gleichnamigen Hoffmann-Erzählung im Musiktheater im Revier in Gelsenkirchen.
Am 16. Februar 2016 veröffentlichte die Band auf ihre Facebookseite die Info, dass sie sich eine Pause gönnt, nachdem sie sich eine „Bühnenabstinenzankündigungskonzertreise“ gegönnt hat. Im Interview mit Clockworker bestätigt die Band, dass es sich nur um eine Pause handelt.
Am 7. Oktober 2018 verkündete der Schlagzeuger Nobusama seinen Rücktritt aus der Band. Die Vorstellung des Nachfolgers, Herrn Linus, erfolgte am 20. April 2019 auf der Facebookseite der Band.
Am 9. Mai 2019 wurde dann eine weitere Oper mit dem Titel Krabat angekündigt, deren Premiere für genau ein Jahr später angesetzt war, jedoch aufgrund der Corona-Krise bis auf weiteres verschoben werden musste. Anlässlich eben dieser veröffentlichte die Band Ende April 2020 auch eine Parodie des eigenen Titels Locked Out vom Album Extrablatt unter dem Titel Locked In. Zwei Jahre später am 5. Juni 2022 wurde die Rockoper Krabat am Musiktheater im Revier uraufgeführt.

## Stil
Die Musik von Coppelius ist unter anderem von Iron Maiden beeinflusst, wobei die Besonderheit in der Benutzung der Instrumente Klarinette, Cello und Kontrabass anstelle von E-Gitarre und E-Bass liegt. Cello und Bass werden häufig – wie auch bei Apocalyptica üblich – stark verzerrt. Auch die Klarinetten werden mit verschiedenen Effekten im Klang verändert und spielen häufig Soli. Coppelius covern viele Iron-Maiden-Songs. Mit 1916 haben sie auf To My Creator auch einen Song von Motörhead gecovert, Rightful King auf Tumult ist eine Coverversion des gleichnamigen Stücks von Catriona bzw. The Inchtabokatables. Ebenso wie bei der Catriona-Version übernimmt Eric Fish den Gesang.
Coppelius versucht, eine fiktive Identität herzustellen, laut der die Bandmitglieder aus dem 19. Jahrhundert stammen. Diese Identität wird in Interviews und auf der Website, die nahezu keine wahren Informationen über die Band enthält, aufrechterhalten. So ist zum Beispiel auf der Homepage der Band eine „KONZERTOLOGIE (1803–1954 in Auszügen)“ zu finden. Auch auf Liveauftritten bleibt die Band ihrem Stil durch Kleidungswahl (Gehrock, Vatermörder, Frack und Zylinder) und Auftreten mit Butler und Absinth treu. Das Publikum passt sich an, indem es sich ähnlich kleidet und die traditionellen „Zugabe!“-Rufe durch ein stilechteres „Da Capo!“ ersetzt. Diese dichte Atmosphäre hat dazu geführt, dass Coppelius als besonders gute Liveband gilt. Coppelius wird in der Steampunk-Szene als wesentliche deutsche Band wahrgenommen und hat viele Anhänger.
Die Texte von Coppelius sind, ebenso wie der Stil, stark von E. T. A. Hoffmann beeinflusst und beschreiben die Erfahrungen der (aus dem 19. Jahrhundert in die Gegenwart gereisten) Musiker in der modernen Welt, Betrachtungen über den modernen Menschen, schwarz-romantische Schauergeschichten und Drogenerlebnisse. Ein weiterer wichtiger Aspekt in vielen Texten ist die Zeit, mal aus der Sicht eines Kunstwerkes, das seinen Meister überlebt (To My Creator), mal aus der Sicht eines Menschen, der seinen Partner verloren hat (Chilled With Fright). Insbesondere in den Stücken der ersten beiden Alben ist Gier und Neid ein häufiges Thema. Dabei wird häufig stark subjektiv und unkritisch aus der Sicht eines Protagonisten erzählt. So wird beispielsweise in dem Stück Zu dir der Erzähler zum Mörder, seine Handlungen begründet er im Refrain immer wieder mit den Worten „Ich will nur zu Dir!“. In Lilienthal wird Otto Lilienthal von einem Neider sabotiert und kommt bei dem Absturz um.
Der Bandname Coppelius ist an die gleichnamige Romanfigur von Hoffmann angelehnt, welche in verschiedenen Romanen und Erzählungen Hoffmanns auftaucht, zum Beispiel in der bekannten Erzählung Der Sandmann. In vielen Stücken wie Olimpia, Schöne Augen oder Coppelia werden auch Bezüge zu Hoffmanns Werken hergestellt, teilweise sehr subtil wie in Der Advokat.
Coppelius selbst bezeichnen ihre Musik auf Flyern als „Kammer-Core aus dem 19. Jahrhundert“ oder auch – in Anspielung auf „Heavy Metal“ – als „Heavy Wood“.

## Bandmitglieder

Coppelius live auf dem Wave-Gotik-Treffen 2019
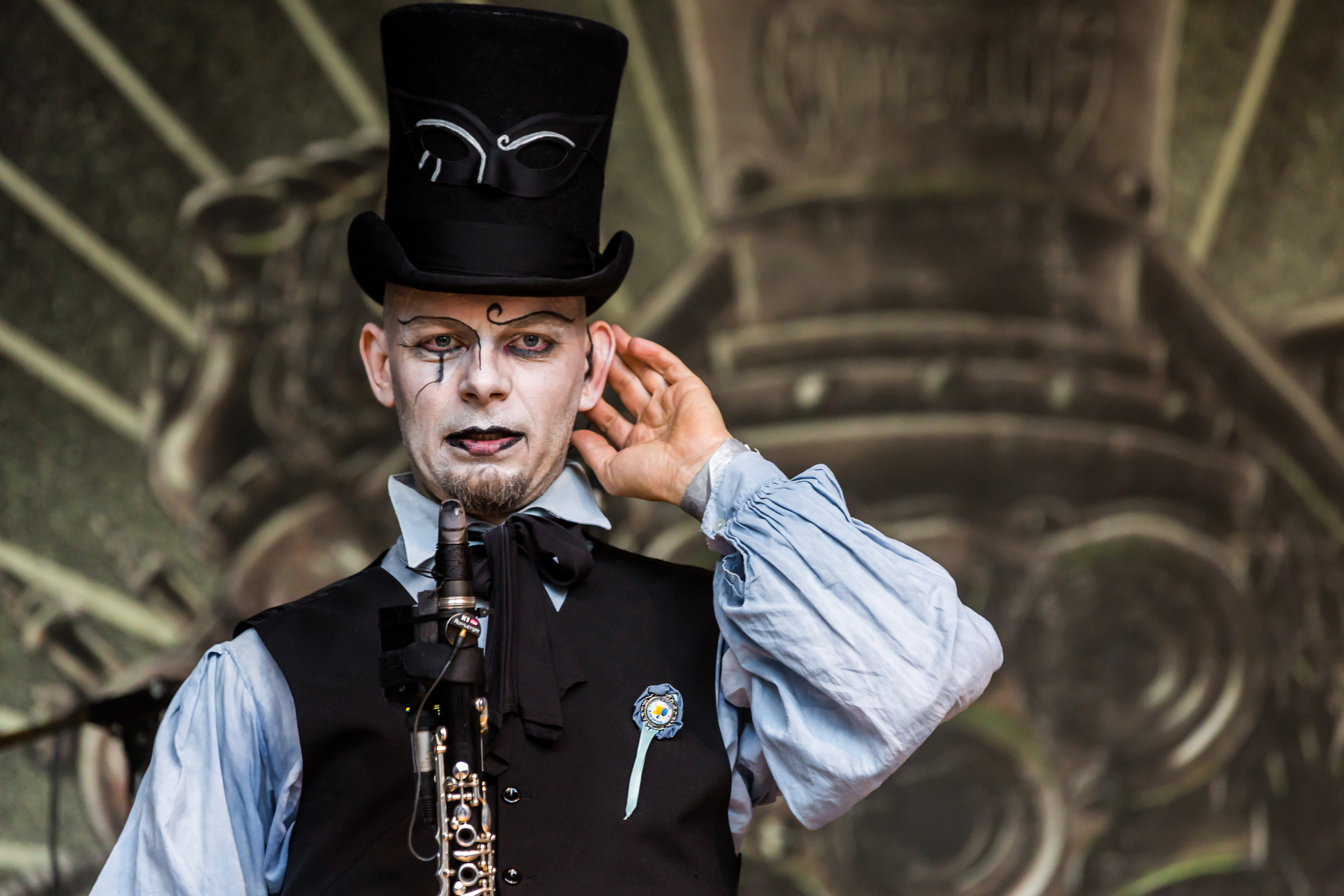
Max Coppella
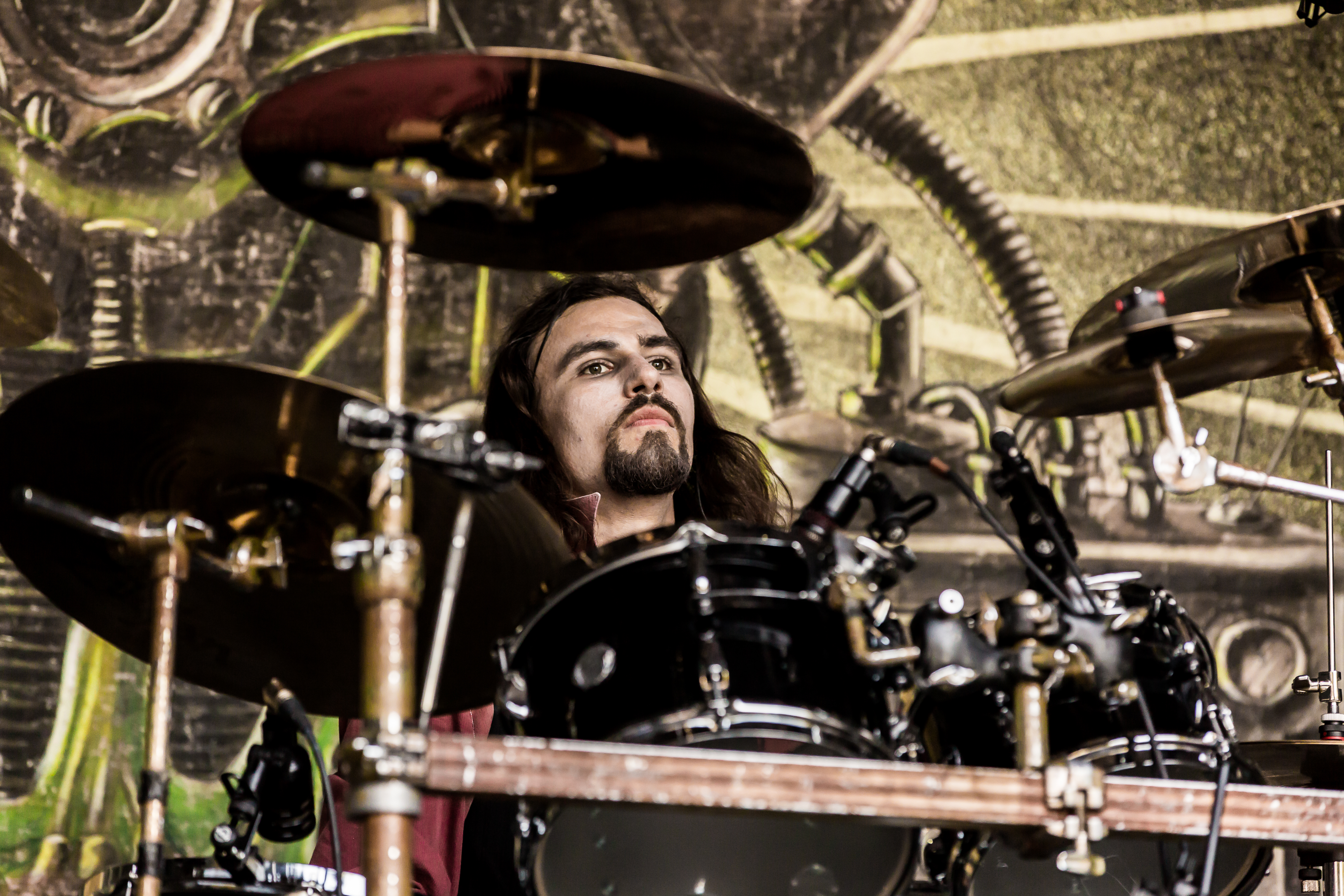
Herr Linus von Doppelschlag
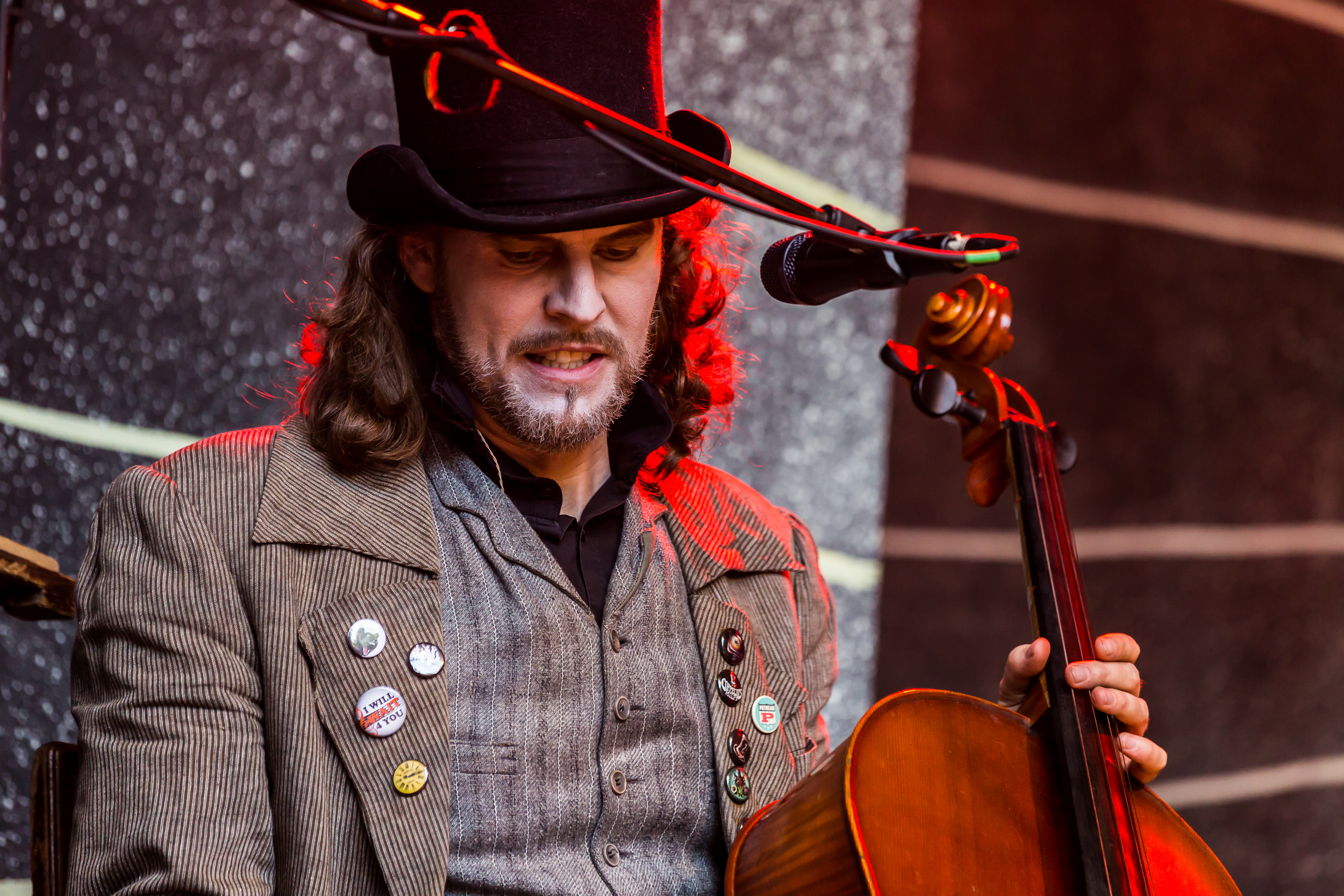
Graf Lindorf
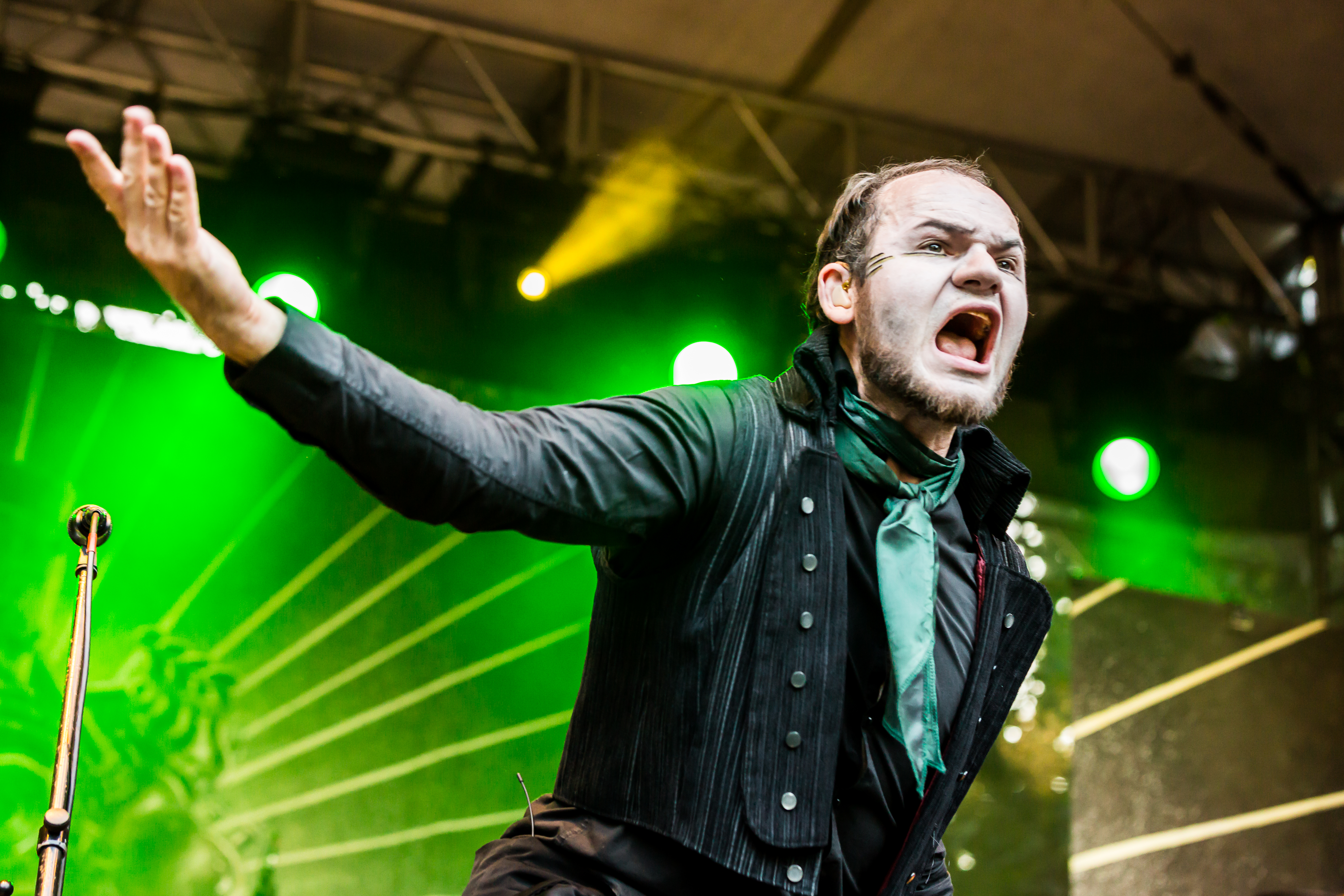
Comte Caspar
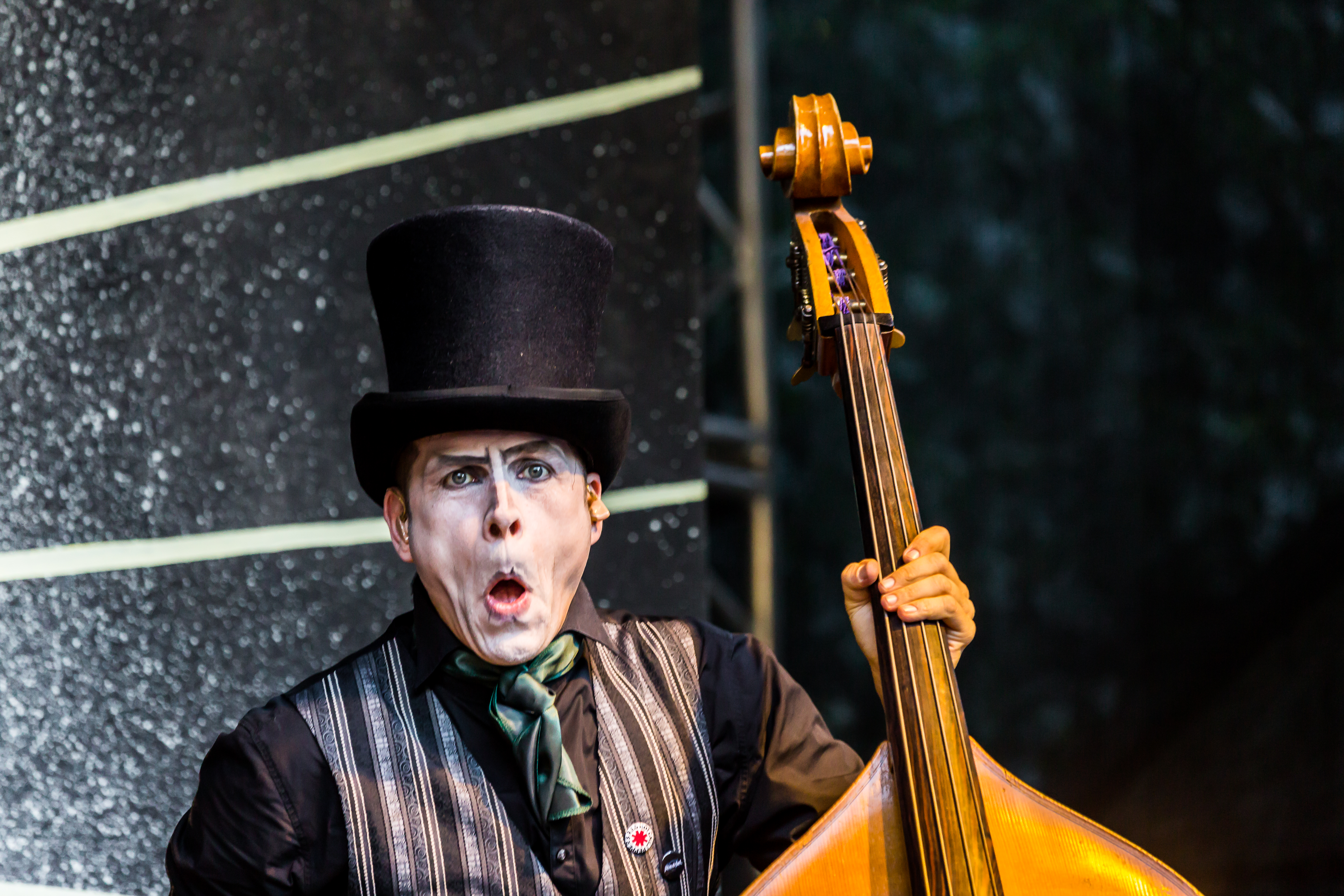
Sissy Voss
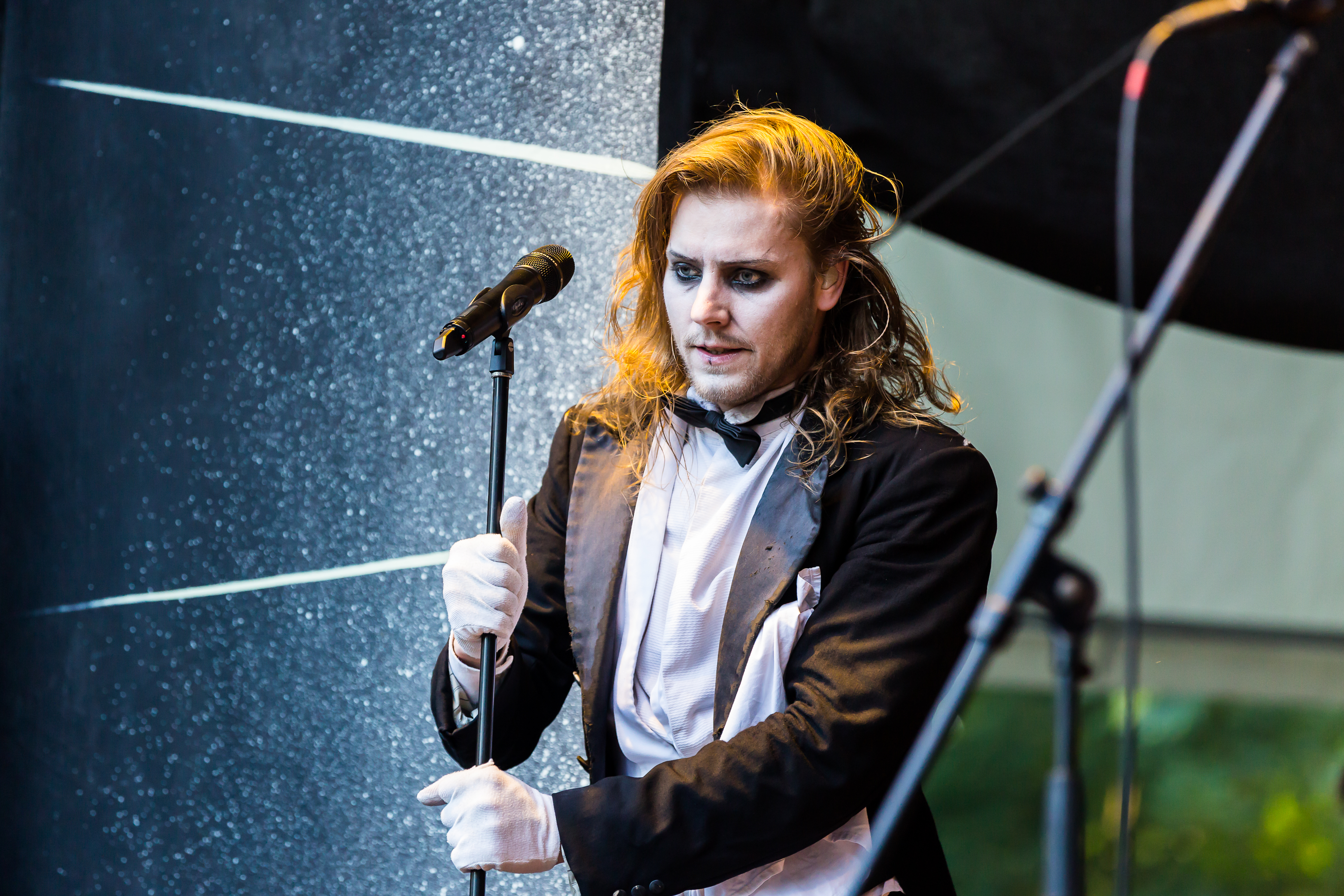
Bastille

## Diskografie

### Alben
- 2007: Time-Zeit
- 2009: Tumult
- 2010: Zinnober
- 2013: Extrablatt
- 2015: Hertzmaschine
- 2019: Kammerarchiv
- 2023: Abwärts

### EPs
- 2003: Coppelius
- 2004: 1803
- 2005: To My Creator
- 2005: Frühe Werke (Box mit allen drei EPs)

### Singles
- 2011: Ma Rue A Moi (Wer Großes leistet) (Nur Online veröffentlichter Song)
- 2020: Locked In (Online veröffentlichte Parodie auf den eigenen Song Locked Out)

### Videos
- 2005: I Get Used to It
- 2007: Morgenstimmung
- 2009: Habgier
- 2009: Die Glocke
- 2011: Risiko
- 2012: I Told You So
- 2013: Spieldose
- 2015: Moor
- 2017: Black is the Colour
- 2019: Zeit & Raum
- 2020: Locked In